# Нямозерские кедры
Нямо́зерские ке́дры — государственный ботанический лесной памятник природы на территории Кандалакшского района Мурманской области. Имеет научное, культурно-историческое и рекреационное значение.

## География
Памятник природы расположен в юго-западной части Кольского полуострова в центральной части Кандалакшского района в 2 километрах к северо-западу от железнодорожной станции Нямозеро севернее озёр Нямозеро и Нижнее Нилоярви и восточнее озера Ко́пыт. Вплотную прилегает с запада к автомобильной трассе Кандалакша-Кумапорог. Находится на южном пологом склоне возвышенности 278,8 метров, спускающейся к озёрам Нямозеро и Нижнее Нилоярви.
Северная граница памятника пролегает в 0,6 километрах от залива озера Нилоярви; восточная граница проходит по автомобильной дороге до места пересечения с северной границей; южная граница лежит в 50 метрах южнее места пересечения высоковольтной линии с безымянным ручьём, стекающем в Нижнее Нилоярви с северной возвышенности, и на восток до заброшенной дороги; западная граница проходит вдоль высоковольтной линии около 350 метров до пересечения с безымянным ручьём.
Адрес памятника: Мурманская область, Кандалакшский район, Кандалакшское лесничество, Кандалакшское участковое лесничество, квартал 547, выдел 67.

## Описание
На территории памятника природы произрастает двумя участками группа сибирского кедра (лат. Pínus sibírica), имеющая необычное происхождение. Предполагается, что деревья выросли на этом месте из кедровых орешков, оброненных или специально посаженных здесь солдатами Красной Армии в ходе Второй мировой войны. Кедры имеют до 6 метров в высоту и около 10 сантиметров диаметр стволов. В память о погибших тут советских воинах чуть севернее памятника расположена братская могила.
Растительность в районе памятника представлена типичным для этих мест сосново-еловым разнотравно-кустарничковым лесом с примесью ольхи и рябины. Вдоль безымянного ручья, протекающего по охраняемой территории, расположены заболоченные участки с зарослями ивы и ольхи и сфагновыми и зелёными мхами. Кроме того, здесь произрастает занесённая в Красную книгу Мурманской области рябина Городкова (лат. Sorbus gorodkovii). Почвы — грубогумусные, подзолисто-иллювиальные.

## Состояние
Статус памятника природы получен 24 декабря 1980 года решением № 537 исполкома Мурманского областного Совета народных депутатов. Ответственные за контроль и охрану памятника — Дирекция государственных особо охраняемых природных территорий регионального значения Мурманской области и Комитет природопользования и Экологии Мурманской области. На подохранной территории запрещены: рубка леса, любые производственные работы, устройство мест отдыха и любые действия, ведущие к загрязнению памятника природы.
«Нямозерские кедры» является одним из самых легкодоступных для туристов ООПТ Мурманской области. Вплотную с ним пролегает автомобильная дорога до лежащей в 65 километрах к северу Кандалакши, а южнее памятника пролегает железнодорожная ветка Алакуртти-станция Ручьи-Карельские.

## Карты местности
- Лист карты Q-36-VII,VIII Зареченск. Масштаб: 1 : 200 000. Указать дату выпуска/состояния местности.
- Лист карты Q-36-39,40 Зареченск. Масштаб: 1 : 100 000. Состояние местности на 1978 год. Издание 1982 г. Замените карточку на строку {{Карта|Q-36-39,40}}. Адрес карты уже имеется в базе данных шаблона.